# 指圧
指圧（しあつ）とは、疾病の予防並びに治療を目的に、母指を中心として四指並びに手掌のみを使用し、全身に定められたツボと呼ばれる指圧点を押圧しその圧反射により生体機能に作用させ、本来人間の身体に備わっている自然治癒力の働きを促進させると謳っている日本独特の手技療法である。指圧を治療目的で反復継続の意思をもって行うには国家資格であるあん摩マッサージ指圧師免許が必要である。

## 概要
指圧の定義は、昭和32年（1957年）12月、当時の厚生省（現厚生労働省）医務局医事課より発行された『指圧の理論と実技』という教本の中に明記されており、その全文は次の通りである。
また、カナダ指圧協会Canadian Shiatsu Societyによるその英訳文は以下の通りである。
欧米では代替医療に分類される。

## エビデンス
今日に至るまでの指圧の研究には、日本指圧専門学校や日本指圧学会がいくつか指圧に関する研究や症例報告を挙げているとするが、指圧が有効な治療であるという証拠はないとの意見もあり、2015年にオーストラリア政府保健局は、健康保険に加入するのに適しているものがあるかどうかを判断しようとする代替療法のレビューの結果を発表した。 指圧は評価された17の治療法のうちの1つであり、その有効性の明確な証拠は見られなかった。

## 関連法規
日本では、あん摩マツサージ指圧師、はり師、きゆう師等に関する法律（昭和22年12月20日公布）において、あん摩マッサージ指圧師免許もしくは医師免許（共に国家資格）がなければ指圧業として行う事は出来ない、又は金銭、金品の授受がなくとも継続的に行うことは出来ず、刑事罰対象及び法律違反になる、違反者は50万円以下の罰金である。
広告などで指圧と表記する際には一定の注意が必要である。施術を受けようとする消費者が国家資格保持者とそれ以外の者（いわゆる無資格者・民間資格者）とを混同しないためである。この問題に関しては保健所が窓口となっている。

## 足裏マッサージ
名称はマッサージであるが、その手技は明確に「指圧」そのものである。一般人が理解しやすい名称としてよく使われている。例としては東洋式リフレクソロジーや西洋式リフレクソロジーや整足式リフレクソロジー等である。

## 歴史

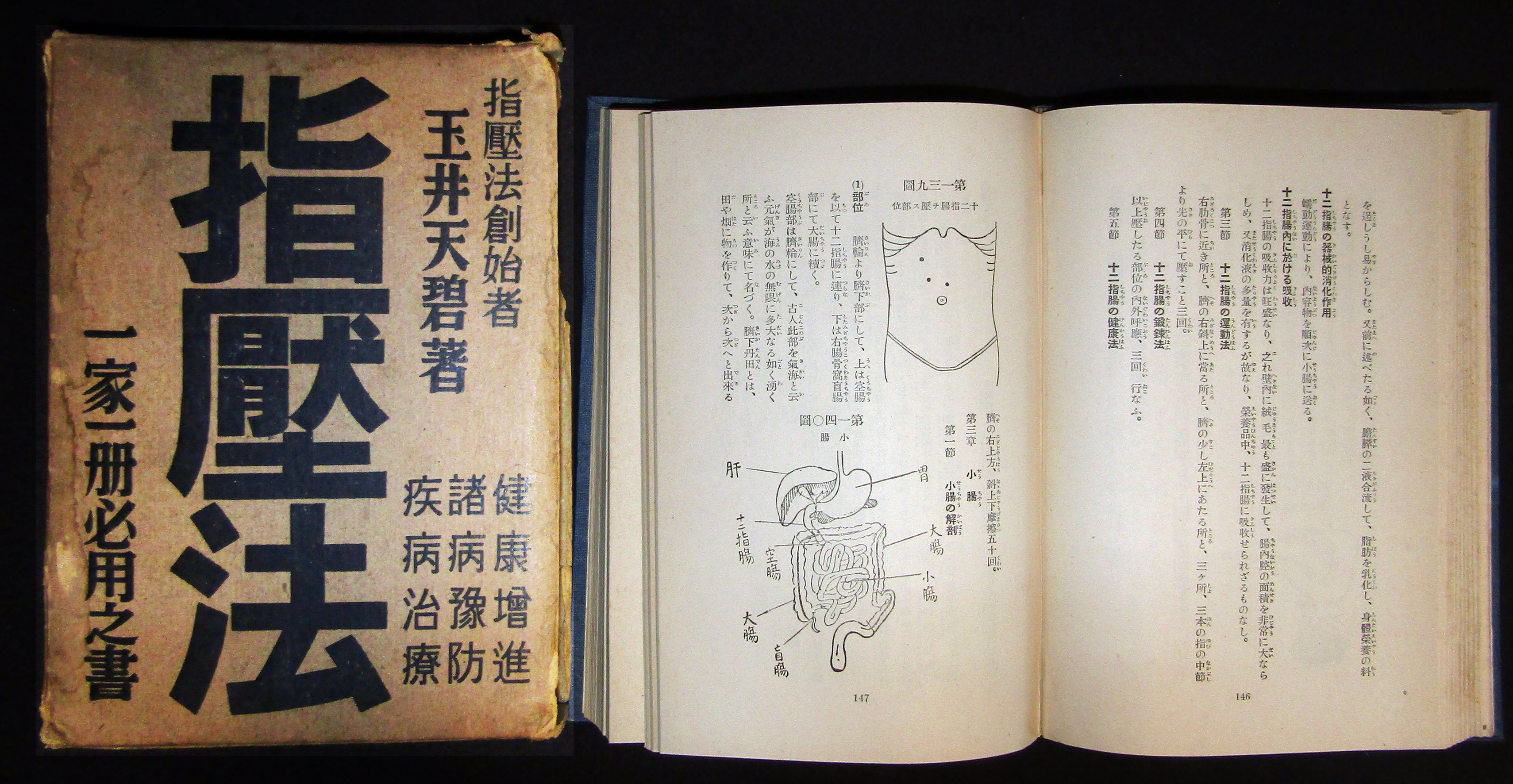
玉井天碧『指圧法』昭和14年

指圧の原点は手当てにはじまる。日本では、有史以来様々な手当て即ち手技療法が営まれてきた。明治以降になりアメリカの3大手技と呼ばれるカイロプラクティック、オステオパシー、スポンジロセラピーが次々に流入し、日本に古来から伝わる様々な手技に加え、伝統中国医学から伝来した按摩や導引按蹻、活法なども融合された結果、一時は300種以上の多種多様な手技が療術として混在していた。
太平洋戦争の敗戦後、連合国軍最高司令官総司令部の指導によりほとんどの療術が禁止されたが、昭和30年（1955年）8月に「あん摩師、はり師、きゆう師及び柔道整復師法」のあん摩があん摩（マッサージ、指圧を含む）と変更され、指圧が法律上で初めて認められた。しかしながらその法律の名称があくまで独立した手技として認められていなかったため、「指圧はあんまに非ず」のスローガンの下、日本指圧協会、東京指圧師会などの指圧師団体が立ち上がり、昭和39年（1964年）6月、「あん摩マッサージ指圧師、はり師、きゅう師、柔道整復師等に関する法律」と並立名称に変更された（昭和45年（1970年）に柔道整復師法が単独法になったためあん摩マッサージ指圧師、はり師、きゅう師等に関する法律となる）。指圧は英語名でもそのままSHIATSUと訳され、日本の独特の手技療法として普及しつつある。

## 原則
押圧する際の原則として垂直の原則、持続の原則、集中の原則がある。
- 垂直の原則

皮膚面に対して垂直に加圧していくことで皮膚面を擦過することによる圧痛をださず、無駄な力の分散を防ぐ。
- 持続の原則

一定強度に押圧した圧を緩めずにそのまま一定時間持続する。押圧の持続により圧が深部まで届き、圧の持続時間により興奮目的や鎮静目的など目的を変化させることが出来る。
- 集中の原則

術者が精神を集中させて行う。それにより不注意による事故を防ぐ。また、患者の意識や状態を集中して感じ取ることで適切な治療を行うことが出来る。

## 作用効果
指圧することに帰結される効用として、指圧による刺激によって、皮膚機能の活発化、筋組織の機能改善、体液循環の促進、内分泌の調節、骨格の矯正（アライメント改善）、関節可動域の改善、自律神経系の調節、筋協調性の改善、消化器系の正常化などの効果が起こるとされている。作用機序は完全には未解明であるが、日本指圧専門学校や日本指圧学会が論文・症例報告を挙げている。